# Azinhoso
Azinhoso é uma povoação portuguesa sede da Freguesia de Azinhoso do Município de Mogadouro, freguesia com 30,71 km² de área e 241 habitantes (censo de 2021), tendo, por isso, uma densidade populacional de 7,8 hab./km².
Azinhoso foi vila e sede de concelho entre 1386 e o início do século XIX. Este era constituído apenas pela freguesia da sede e tinha, em 1801, 302 habitantes.

## Demografia
Nota: Nos anos de 1890 a 1930 tinha anexada a freguesia de Sampaio. Pelo decreto lei nº 27.424, de 31/12/1936, a freguesia de Sampaio passou a fazer parte desta freguesia
A população registada nos censos foi:
| Ano  | 0-14 Anos | 15-24 Anos | 25-64 Anos | > 65 Anos |
| 2001 | 34        | 38         | 174        | 132       |
| 2011 | 15        | 22         | 130        | 140       |
| 2021 | 13        | 6          | 103        | 119       |

### Aldeias
- Azinhoso - 151 habitantes em 2011
- Sampaio - 115 habitantes em 2011
- Viduedo - 38 habitantes em 2011[4]

## Toponímia
O nome "Azinhoso", aparecendo nas Inquirições de 1258 com o nome de "Azinoso", deve-se à enorme quantidade de azinheiras que estariam presentes em volta da aldeia, apesar de localmente estas árvores terem o nome de carrascos.

## História
Perto da aldeia de Sampaio existe uma fraga, Fraga das Cruzes, com cerca de 30 gravuras rupestres, mas com dificuldade de observação, devido á camada de líquenes presente.
A Igreja Românica no interior da aldeia do Azinhoso, terá tido origem entre os séculos XIII e XIV. É uma das principais igrejas do nordeste transmontano.
A 1287, quando o Rei D. Dinis visitou o Santuário da Nossa Senhora do Carrasco, ele instaurou a Feira do Azinhoso, onde a principal interesse da feira seriam os burros.
A aldeia de Azinhoso recebeu foral em 1386, por D. João I, após este ter permanecido na aldeia.
Em 1520, D. Manuel I renova a carta de foral à aldeia.
Em 1647, a aldeia teve hospital e Misericórdia.

## Monumentos

### Azinhoso
- Igreja Matriz de Santa Maria de Azinhoso
- Pelourinho de Azinhoso
- Ponte Velha
- Capela da Senhora do Carrasco
- Capela da Nossa Senhora da Saúde
- Passos ou Alminhas do Azinhoso
- Fontes de Mergulho

### Sampaio
- Arte Rupestre da Fraga das Cruzes
- Igreja de Sampaio
- Capela de Sampaio

### Viduedo
- Igreja de Viduedo
- Fonte de Mergulho

## Museus
- Museu de Arte Sacra, Azinhoso

## Política

### Eleições autárquicas
| Data | %       | V       | %       | V       | %     | V  | %       | V       |
| Data | PPD/PSD | PPD/PSD | CDS-PP  | CDS-PP  | PS    | PS | PSD-CDS | PSD-CDS |
| ---- | ------- | ------- | ------- | ------- | ----- | -- | ------- | ------- |
| 2001 | 56,36   | 4       |         |         | 38,49 | 3  |         |         |
| 2005 | 63,38   | 5       | 34,86   | 2       |       |    |         |         |
| 2009 | 68,13   | 5       | 25,64   | 2       |       |    |         |         |
| 2013 | 59,02   | 4       | 36,89   | 3       |       |    |         |         |
| 2017 | CDS-PP  | CDS-PP  | PPD/PSD | PPD/PSD | 38,33 | 3  | 57,50   | 4       |

## Personalidades ilustres
- Conde de Azinhoso